# Arnold Arboretum
L'Arnold Arboretum della Harvard University è un importante centro di ricerca botanico famoso per la sua collezione di alberi e arbusti ornamentali provenienti dall'Asia. Fondato nel 1872, l'arboreto ricopre 114 ettari di terreno della Jamaica Plain, a Boston, ai quali si aggiunge un'installazione di altri 43 ettari a Weston, Massachusetts (USA). Nel corso della sua storia, l'Arnold Arboretum ha acquisito e coltivato oltre 6000 varietà di piante arboree. Tra le più importanti figurono i ciliegi orientali, le forsizie, i lillà, i caprifogli, le querce, le magnolie, le conifere, le sempreverdi nane e gli alberi asiatici. Nel secondo decennio del XXI secolo, qui venivano coltivate circa 4000 specie. Presso l'arboreto è conservato un erbario comprendente più di 1,3 milioni di campioni museali, provenienti soprattutto dall'Asia meridionale e orientale e dalla Nuova Guinea. Lo staff del parco pubblica anche Arnoldia, una rivista trimestrale.